# Henrik Dahl (fotbollsspelare)
Jan Erik Henrik Dahl, född 1 maj 1975 i Träslövs församling i Varberg, är en svensk före detta fotbollsspelare.
Han spelade under sin karriär för Grimeton IK, Varbergs BoIS, BK Häcken, Ayr United, Silkeborg IF, FC Lyn Oslo, GAIS och Bærum SK.